# Прерани погреб
„Прерани погреб” (енгл. The Premature Burial) је приповетка америчког писца Едгара Алана Поа, први пут објављена 1844. у листу The Philadelphia Dollar Newspaper. Прича прати човека забринутог да ће бити жив сахрањен. Овај страх је био уобичајен у овом периоду и По је искористио јавни интерес да би скренуо пажњу на причу.

## Радња
Неименовани приповедач описује своју борбу са стварима као што су „напади јединственог поремећаја који су лекари пристали да назову каталепсијом”, стањем због којег насумично пада у смртни транс. То га доводи до страха да ће бити жив сахрањен. Свој страх истиче помињањем неколико људи који су били живи закопани. У првом случају, трагична несрећа је откривена много касније, када је крипта жртве поново отворена. У другима, жртве су оживеле и успеле да скрену пажњу на себе на време да буду ослобођене из својих ужасних затвора.
Приповедач помиње ове примере како би пружио контекст за своју фобију. Како објашњава, његово стање га је учинило склоним да падне у стање транса и несвести, а ова болест је временом постајала све гора. Постао је опседнут идејом да ће пасти у такво стање док није од куће, и да ће га грешком прогласити мртвим. Он захтева од својих пријатеља да му обећају да га неће прерано сахранити, одбија да напусти свој дом и гради сложену гробницу са опремом која би му омогућила да затражи помоћ у случају да се пробуди након „смрти”.
Прича кулминира када се приповедач пробуди у мрклом мраку у скученом простору. Претпоставља да је жив закопан и све његове мере предострожности су биле безуспешне. Он повиче и одмах утихне; брзо схвата да се налази на лежају малог брода, а не у гробу. Догађај га шокира због његове опсесије смрћу, а убрзо након тога, његове епизоде каталепсије у потпуности престају, што га наводи на сумњу да су биле симптом његове фобије, а не узрок.

## Анализа
Страх од преране сахране био је дубоко укорењен у западној култури у деветнаестом веку, и По је искористио фасцинацију јавности њиме. Пријављене су стотине случајева у којима су лекари грешком прогласили људе мртвима. У овом периоду ковчези су повремено били опремљени уређајима за хитне случајеве како би „леш” могао да позове помоћ, ако се испостави да је још увек жив. Била је то тако јака фобија да су Викторијанци чак основали Друштво за спречавање да људи буду живи закопани. Веровање у вампире, анимиране лешеве који остају у гробу дању и излазе да плене живе ноћу, понекад се приписује превременом сахрањивању. Фолклориста Пол Барбер тврди да је учесталост сахрањивања живих прецењена и да се нормални ефекти распадања погрешно сматрају знацима живота. Прича наглашава ову фасцинацију тако што приповедач наводи да истина може бити страшнија од фикције, затим рецитује стварне случајеве како би убедио читаоца да поверује у главну причу.
Приповедач у „Прераном погребу” живи шупљим животом. Избегао је стварност кроз своју каталепсију, али и кроз своје фантазије, визије и опсесију смрћу. Он се, међутим, реформише — али тек након што се спозна свој највећи страх.